# Silba bifurcata
Silba bifurcata är en tvåvingeart som beskrevs av Macgowan 2005. Silba bifurcata ingår i släktet Silba och familjen stjärtflugor. Inga underarter finns listade i Catalogue of Life.